# هوپنراده
هوپنراده (به آلمانی: Hoppenrade) یک شهر در آلمان است که در Rostock District واقع شده‌است. هوپنراده  ۸۲۷ نفر جمعیت دارد.